# 1968年のバレーボール
1968年のバレーボール（1968ねんのバレーボール）では、1968年（昭和43年）のバレーボール関連の出来事をまとめる。

## できごと
- イラクリス・テッサロニキVCが創設。
- エジザージュバシュ女子バレーボールチームが創設。
- メキシコシティーオリンピックバレーボール競技が行われ、男女ともソビエト連邦が金メダルを獲得した。日本は男女とも銀メダルを獲得した。
- 北中米バレーボール連盟が設立。
- FIVB加盟（その12） - オーストラリア、カンボジア、トーゴ、パナマ、バハマ、ラオス、リビアの7カ国。

## 国際大会
- メキシコシティオリンピック
  - 男子
    - 金メダル： ソビエト連邦
    - 銀メダル： 日本
    - 銅メダル： チェコスロバキア

  - 女子
    - 金メダル： ソビエト連邦
    - 銀メダル： 日本
    - 銅メダル： ポーランド

## 国内大会

### 日本
- 全日本総合選手権
  - 男子6人制
    - 決勝：中央大学 3-0 松下電器

  - 女子6人制
    - 決勝：日立武蔵 3-1 ニチボー貝塚

  - 男子9人制
    - 決勝：電々東海 2-1 富士鉄名古屋

  - 女子9人制
    - 決勝：京浜クラブ 2-0 東洋工業

- 第17回全日本都市対抗
  - 男子
    - 1位：松下電器
    - 2位：八幡製鉄
    - 3位：日本鋼管

  - 女子
    - 1位：日立武蔵
    - 2位：全鐘紡
    - 3位：ヤシカ

## 誕生
- 1月9日 - 藤田幸子
- 1月13日 - 巫丹
- 1月21日 - ドミトリー・フォーミン
- 1月24日 - 李月明
- 1月27日 - マウリシオ・リマ
- 2月20日 - ジルソン・ベルナルド
- 3月8日 - クリスティナ・ペレイラ  （+2009年）
- 3月14日 - 石坂有紀子
- 5月17日 - ゴードン・メイフォース
- 7月10日 - ガブリエラ・ペレス
- 8月3日 - イリーナ・スミルノーワ
- 8月11日 - ロレンツォ・ベルナルディ
- 8月14日 - アナ・モーゼ